# Coussarea longilaciniata
Coussarea longilaciniata là một loài thực vật có hoa trong họ Thiến thảo. Loài này được Delprete mô tả khoa học đầu tiên năm 2006.